# Arvika község
Arvika község (svédül: Arvika kommun) Svédország 290 községének egyike. Värmland megyében található.

## Települései
A községben 7 település található. A települések és népességük:
| Település  | Népesség | Megjegyzés         |
| ---------- | -------- | ------------------ |
| Arvika     |          | a község székhelye |
| Edane      |          |                    |
| Glava      |          |                    |
| Gunnarskog |          |                    |
| Jössefors  |          |                    |
| Klässbol   |          |                    |
| Sulvik     |          |                    |